# Ain’t Misbehavin’: Live at the Jazz Showcase
Ain’t Misbehavin’: Live at the Jazz Showcase — совместный концертный альбом американских джазовых пианистов Мэриэн Макпартлэнд и Вилли Пикенса, записанный в декабре 2000 года в чикагском джаз-клубе Jazz Showcase. Релиз пластинки состоялся 10 июля 2001 года на лейбле Concord Jazz.

## Отзывы критиков
| Оценки критиков                   | Оценки критиков |
| Источник                          | Оценка          |
| --------------------------------- | --------------- |
| AllMusic                          | [ 3 ]           |
| The Encyclopedia of Popular Music | [ 4 ]           |
| The Penguin Guide to Jazz         | [ 5 ]           |

Том Юрек из AllMusic дал положительный отзыв альбому, отметив, что Эта пара знает, как составить программу фортепианных дуэтов и подчеркнуть различия, а не сходства: «Они гармонично переплетаются и ускользают друг от друга, чтобы затем снова слиться в мелодичных аккордах. Это сочетание сюрпризов и естественного музыкального взаимодействия, где звуки притягиваются ровно настолько, чтобы затем оттолкнуться и оставить место для слушателя». Дэйв Натан в рецензии для All About Jazz посчитал, что оба музыканта находятся в отличной форме, и посоветовал всем «бежать, а не идти, в ближайший музыкальный магазин, чтобы купить эту пластинку».

## Список композиций
1. «Ain’t Misbehavin’» (Энди Разаф, Фэтс Уоллер, Гарри Брукс) — 7:01
2. «Along Came Betty» (Бенни Голсон) — 6:10
3. «Close Your Eyes» (Бернис Бетрикер) — 4:07
4. «It Don’t Mean a Thing (If It Ain’t Got That Swing)» (Дюк Эллингтон) — 7:55
5. «Spring Is Here» (Ричард Роджерс, Лоренц Харт) — 6:52
6. «Night and Day» (Коул Портер) — 8:08
7. «(It’s Only a) Paper Moon» (Билли Роуз, Йип Харбург, Гарольд Арлен) — 4:29
8. «Autumn Nocturne» (Джозеф Мироу, Ким Гэннон) — 4:44
9. «Just One of Those Things» (Коул Портер) — 7:28

## Участники записи
- Ассистент звукорежиссёра — Стив Вегнер
- Звукорежиссёр — Пол Серрано
- Исполнительный продюсер — Глен Баррос, Джон Берк
- Мастеринг — Джордж Хорн
- Запись, сведение — Фил Эдвардс
- Фортепиано, продюсер — Мэриэн Макпартлэнд
- Фортепиано — Вилли Пикенс
- Продюсер — Ник Филлипс
- Менеджер по производству — Уилл Роуз

Все данные взяты из примечаний к альбому.